# Magyaria ornata
Magyaria ornata är en kvalsterart som beskrevs av Balogh 1963. Magyaria ornata ingår i släktet Magyaria och familjen Haplozetidae. Inga underarter finns listade i Catalogue of Life.